# 레이레 마르티네스
레이레 마르티네스 오초아(Leire Martinez Ochoa, 1979년 6월 22일, 바스크 지방 에렌테리아)는 스페인의 가수이다.

## 데뷔
산 세바스티안 출신으로 라 오레하 데 반 고흐에서 아마이아 몬테이로가 솔로를 선언하며 탈퇴하자 2008년 9월 2일에 스페인의 쇼 프로그램 'Factor-X'(슈퍼스타 K와 완벽하게 동일한 프로그램으로서 스페인에서 개최되는 프로그램이다.)에 연예인이 아닌 일반인으로서의 자격으로 출연하여 개인기를 선보였는데 이때 하비 산 마틴의 눈에 들어 라 오레하 데 반 고흐의 보컬로 발탁되었다. 이때 라 오레하데 반 고흐의 멤버들 중 알바로 푸엔테스는 레이레 마르티네스에 대해 특히 매우 긍정적인 반응을 보이며 레이레 마르티네스를 라 오레하데 반 고흐의 보컬로서 적극적으로 추천했다. 수많은 유명 가수들을 모두 물리치고 신인인 레이레 마르티네스가 저 유명한 라 오레하데 반 고흐의 보컬로 선택된 것은 그녀의 빼어난 미모, 뛰어난 가창력과 더불어 무엇보다도 전 보컬인 아마이아 몬테이로와 동일한 창법인 벨팅을 사용한다는 점이 크게 작용했다.
참고로 이 Fatcor - X 대회에서 레이레 마르티네스는 2등을 차지했다.

## 활동
오레하 데 반 고흐의 보컬이 된 이후 'El Ultimo Vals'라는 노래를 발표했는데 레이레 마르티네스의 가창력이 예전의 보컬인 아마이아 몬테이로에 비해 전혀 뒤떨어지지 않는 데다가 이 노래가 폭발적인 인기를 끌어 레이레 마르티네스는 가수로서의 입지를 굳혔다. 특히 레이레 마르티네스의 목소리가 아마이아 몬테이로의 목소리와 흡사했으므로 결과적으로 기존의 오레하 데 반 고흐의 이미지를 그대로 이어나가는 데에 성공한 데다가 레이레 마르티네스는 발군의 가창력 못지않은 미모도 겸비하여 전 세계적으로 많은 이들의 사랑을 받고 있다. 이렇게 데뷔와 동시에 중견 아티스트와 비교해도 전혀 뒤떨어지지 않는 발군의 가창력을 보인 레이레 마르티네스는 오레하 데 반 고흐를 회생시킨 정도로 끝낸 것이 아니라 오히려 전 세계적으로 유명해지게 되는 계기를 마련했다.
2021년 6월 현재 라 오레하 데 반 고흐로서의 활동 기간이 전임자인 아마이아 몬테이로를 넘어서게 되었다.
윤석열 정부 비상계엄과 같은 시기에 라 오레하 데 반 고흐를 탈퇴했다.

## 배우
- La duquesa (telefilme): 알리시아 코플로위츠 역

## 가족
- 아버지: 세바스티안 마르티네스
- 어머니: 알리시아 오초아

- 레이레 마르티네스

- 아들(2015년~)

- 동생: 아이토르 마르티네스(1992년~)
- 동생: 이제이 마르티네스(2000년~)

## 기타
- 목소리가 김현정과 동일하다.
- 키 168cm로 여성으로서는 키가 큰 편에 속한다.
- 태어났을 때의 체중이 4.5kg으로 우량아였다.
- 2014년 10월 18일 자코모 로드리게스 부스타만테와 결혼했다. 그러나 2018년 이혼했다.
- 슬하에 1남이 있으며 2015년 11월 생이다.
- 솔로로 활동하면서 발표한 싱글 Tres Deseos는 레이레 마르티네스 본인이 직접 작사 작곡을 한 노래인데 굉장한 호평을 받았다. 라 오레하 데 반 고흐에 매우 오랫동안 소속되어 있었으며 그 동안 작사 및 작곡 능력도 수준급으로 배워 놓았다.